# Lone Kørnøv
Lone Kørnøv (født 29. oktober 1969) er professor ved Institut for Planlægning, Aalborg Universitet. Hendes forskningsområde er miljøvurdering, bæredygtighed og Sustainable Development Goals (SDG'er), planlægning og beslutningsprocesser, stakeholder-engagement, samt digitalisering af beslutningsstøtte.
Herudover er hun engageret i kapacitetsopbygning nationalt og internationalt, og er blandt i front for den danske efteruddannelse indenfor miljøvurdering af projekter.

## Uddannelse og karriere
Lone Kørnøv er uddannet civilingeniør i miljøplanlægning (1995) og har en Ph.d. i strategisk miljøvurdering og beslutningsprocesser (2000) fra Aalborg Universitet.
Tidligere har hun arbejdet som seniorprojektleder i COWI A/S (2008-2009) og drevet sin egen rådgivningsvirksomhed indenfor miljøvurdering (2000-2008). I dag er hun, foruden at være professor, direktør for Collabora ApS.
På Aalborg Universitet er hun leder af Det Danske Center for Miljøvurdering (DCEA), som arbejder tæt sammen med erhvervslivet, myndigheder og private rådgivningsfirmaer for at bygge bro mellem forskning og praksis.
Kørnøv er endvidere optaget af samspillet mellem kunst og videnskab for at skabe en bæredygtig udvikling. I 2017 var hun f.eks., i samarbejde med den danske kunster Pelle Brage, med til at lave en udstilling på museet Kunsten i Aalborg. Udstillingen var en kuglebane, som skulle give børn forståelse for bæredygtighed og forbruget af klodens ressourcer.

## Hædersbevisninger
- IAIA Individual Award for Sustained and Significant Contribution to Environmental Assessment (2016)[8]
- Medlem af Akademiet for de Tekniske Videnskaber (2017-)[9]
- Member of Reference group for Horizon Europe, Danish Agency for Science and Higher Education (2020-)